# Holm (Kreis Pinneberg)
Holm ist eine Gemeinde im Kreis Pinneberg im Süden Schleswig-Holsteins.

## Geografie und Verkehr
Die Gemeinde Holm besteht neben dem Ortskern aus den zwei Ortsteilen Katharinenhof und Holmerberg.
Im östlichen Bereich der Gemeinde liegt das Naherholungsgebiet Holmer Sandberge mit einer 20 m hohen Erhebung. Westlich von Holm beginnt die Elbmarsch.
Des Weiteren befindet sich das Naturschutzgebiet Buttermoor/Butterbargsmoor in Holm. Große Teile des Gemeindegebietes werden von den drei Landschaftsschutzgebieten Pinneberger Elbmarschen, LSG des Kreises Pinneberg und Holmer Sandberge und Moorbereiche eingenommen. Östlich des Ortskerns von Holm liegt das europäische NATURA 2000-Schutzgebiet FFH-Gebiet Holmer Sandberge und Buttermoor. Am Südwestrand liegt ein kleiner Teil des FFH-Gebietes Schleswig-Holsteinisches Elbästuar und angrenzende Flächen im Gemeindegebiet.
Über die unmittelbar durch Holm verlaufende Bundesstraße 431 ist die Anbindung der Gemeinde neben Wedel u. a. an die nächsten größeren Städte Uetersen und Hamburg (Rissen) (je sieben Kilometer entfernt), Pinneberg und Tornesch (je zehn Kilometer entfernt) gewährleistet. Holm grenzt außerdem an die Gemeinden Hetlingen, Heist und Appen. In Wedel besteht Anschluss an die S-Bahn Hamburg. Drei Buslinien verbinden Holm mit dem S-Bahnhof in Wedel, weitere Busverbindungen gehen nach Norderstedt Mitte, Quickborn, Uetersen, Elmshorn und die Gemeinden in der Umgebung.

## Geschichte
In einer Urkunde vom 29. April 1255 wurde Holm erstmals erwähnt. In den Jahrhunderten danach wurden für das Dorf Holm unterschiedliche Schreibweisen verwendet: Holne, Hollen und Holling. Der Ortsname kommt aus dem Niederdeutschen und bedeutet „Loch“ oder „Grashaufen“.
Holm liegt am Ochsenweg, einer alten Heerstraße, die zu Ochsendriften genutzt wurde. Seit Anfang des 15. Jahrhunderts wurden große Viehherden von Jütland über Holm nach Wedel getrieben.
Eine Dorfschule ist in Holm für 1708 nachgewiesen. Im Jahr 1716 gingen 80 Kinder im Winter in die Schule, im Sommer waren sie bei der Feld- und Gartenarbeit eingesetzt. Die Schulpflicht – gegen Schulgeld – bestand nur vom 7. bis zum 10. Lebensjahr. Danach hatten die Kinder bis zum 13. Lebensjahr im Winter zwei Tage den Katechismusunterricht zu besuchen und im Winter vor der Konfirmation wieder täglich Unterricht.
Die Freiwillige Feuerwehr Holm wurde am 1. April 1890 gegründet.
Seit 1991 betreibt die Gemeinde eine Partnerschaft mit der Stadt Rehna in Mecklenburg-Vorpommern.

## Politik

### Gemeindevertretung
Bei der Kommunalwahl am 14. Mai 2023 wurden insgesamt 17 Sitze vergeben. Von diesen erhielt die CDU zehn Sitze, die Grünen erhielten vier Sitze und die SPD erhielt drei Sitze.

### Wappen
Blasonierung: „In Rot ein tordierter, bronzezeitlicher goldener Armring. Im vorderen Obereck ein goldenes Eichenblatt, im hinteren eine goldene Ähre.“

## Kultur und Sehenswürdigkeiten
- Heimatmuseum mit Schuhmacherwerkstatt,  Einrichtungsgegenstände und Dokumente aus Privathaushalten, Schulen und öffentlichen Einrichtungen. Das Museum ist in einem um 1700 erbauten Gulf-Ständerhaus untergebracht, das Mitte des 19. Jahrhunderts an die heutige Stelle versetzt wurde.[10]

- Teil der jährlich stattfindenden Hamburg Cyclassics.[11] Hier befindet sich auch der Wendepunkt der Route, von wo aus man sich nun auf dem Rückweg nach Hamburg befindet.

- Im Herbst stattfindendes Erntedankfest mit damit zusammenhängendem Umzug. Aufgrund der Corona-Pandemie hat man 2020 anstelle eines Umzuges ein Treckerkino veranstaltet.[12]
- Im Schierlohweg I am Lehmweg befinden sich zwei denkmalgeschützte Grabhügel.[13]

## Infrastruktur
- Heinrich-Eschenburg-Grundschule
- Evangelischer Arche Noah Kindergarten
- DRK Kindergarten
- NDR-Mess- und Empfangsstation Wittsmoor

Sport
- TSV Holm mit u. a. der Baseballmannschaft Holm Westend 69ers[14]
- Sportstätten: Zwei Fußballfelder, Baseballfeld, Tennisanlage, Bogenschießanlage, Sporthalle
- Sportzentrum Kessy mit Tennisplätzen, Squashplatz und Kegelbahn sowie Softdarts- und Poolbillard-Anlage
- Golfclub Hamburg-Holm

Kirchen
- Kirchliches Gemeindezentrum von 1971 der Nordelbischen Evangelisch-Lutherischen Kirche
- Kirche am Roland in Wedel im Kirchenkreis Blankenese

## Mit Holm verbundene Persönlichkeiten
- Hans Schmidt-Isserstedt (1900–1973), Dirigent
- Arnim Dahl (1922–1998), Stuntman
- Wilfried Gunkel (1930–2005), Meeresbiologe
- Günther Baechler (* 1953), Schweizer Diplomat, Politologe und Maler
- Carsten-Otto Nagel (* 1962), Springreiter